# Furry Lewis
Walter "Furry" Lewis, fue un guitarrista y cantante de blues, nacido en Greenwood, Misisipi, el 6 de marzo de 1893, y fallecido en Memphis, Tennessee, el 14 de septiembre de 1981.
Lewis creció en Memphis, donde aprendió a tocar la guitarra, especialmente la guitarra hawaiana. Trabajó mucho tiempo en un medicine show, hasta que tuvo un accidente que supuso la amputación de una pierna. Se convirtió entonces en un songster, tocando con bandas de cuerda, con un amplio repertorio, desde el blues a las baladas angloirlandesas. En 1927, emigra a Chicago, donde grabó un buen número de temas, que vendieron poco pero tuvieron muy buena acogida entre los artistas folk. Volvió a Memphis en 1929, donde trabajó de barrendero municipal, abandonando la música profesionalmente.
Una grabación realizada en 1959 para Folkways. relanzó su carrera y lo llevó a actuar en festivales de blues y folk por todo el mundo. Se asoció, además, con músicos de rock, como Don Nix o Leon Russell, a quienes acompañaba en sus giras; también realizó algunas apariciones en películas (junto a Burt Reynolds, por ejemplo), y grabó un gran número de álbumes. Todo ello hizo que se convirtiera en un músico famoso.